# Route nationale 159bis
Die Route nationale 159Bis, kurz N 159Bis oder RN 159Bis, war eine französische Nationalstraße.
Sie wurde 1862 zwischen Craon und Durtal festgelegt. Der Abschnitt zwischen Château-Gontier und Châteauneuf-sur-Sarthe geht auf die Route stratégique 24 zurück. Die Länge betrug 63 Kilometer. 1973 wurde die Nationalstraße komplett abgestuft.